# Calliroe (figlia di Scamandro)
Calliroe (in greco antico: Καλλιρρόη?, Kallirròē) a volte citata come Acallaride, è un personaggio della mitologia greca. Fu una ninfa naiade regina di Troia.

## Genealogia
Figlia di Scamandro, sposò Troo e divenne madre di Ilo, Assarco, Ganimede e Cleopatra.
Dionigi di Alicarnasso scrive che Calliroe non fu la sposa di Troo bensì la madre.

## Mitologia
Sposando Troo (re di Troia) ne divenne la regina.
Si racconta inoltre che Paride frequentò la ninfa (d'altra parte sua lontanissima parente) e la sedusse sull'Ida dove pascolava le greggi ai tempi in cui viveva lontano dalla reggia di Priamo. Il giovane l'abbandonò per amore di Elena e la ninfa pianse per lungo tempo l'amore rubato.